# Niclas Baker
Niclas Baker (9 de septiembre de 1994) es un deportista de Reino Unido que compite en atletismo. Ganó una medalla de oro en el Campeonato Europeo de Atletismo por Equipos de 2019, en la prueba de 4 × 400 m mixto.